# Wolfgang Böhme (Handballspieler)
Wolfgang Böhme (* 17. Dezember 1949 in Wolfen) ist ein ehemaliger deutscher Handballspieler und derzeitiger Handballtrainer.

## Werdegang
Der in Heringsdorf aufgewachsene Böhme war zunächst Turner an der Kinder- und Jugendsportschule in Rostock; eine Verletzung zwang ihn zum Aufhören. Er begann daher mit dem Handballspielen, zuerst bei Einheit Heringsdorf, von wo er zum SC Empor Rostock wechselte.
Der 1,87 Meter große Linkshänder, der auf den Positionen Halbrechts und Rechtsaußen spielte, belegte 1980 bei der Wahl zum Handballer des Jahres der DDR hinter Wieland Schmidt den zweiten Platz.
Böhme spielte zehn Jahre lang (192 Länderspiele) in der Nationalmannschaft der DDR und war vier Jahre davon deren Mannschaftskapitän. Er stand im Aufgebot bei Olympia 1972 und gewann mit der Auswahl bei der Handballweltmeisterschaft 1974 die Silbermedaille und bei der Weltmeisterschaft 1978 die Bronzemedaille. Bei der Weltmeisterschaft 1978 schlich sich Böhme, damals Kapitän der DDR-Mannschaft, ins Hotelzimmer des bundesdeutschen Spielers und späteren Bundestrainers Heiner Brand und erläuterte ihm und Kurt Klühspies die Taktik des Finalgegners Sowjetunion. Die DHB-Auswahl gewann später das Endspiel.
Drei Monate vor den Olympischen Spielen 1980 in Moskau wurde er überraschend aus dem Aufgebot genommen. Die Hintergründe des plötzlichen Karriereendes blieben unklar. Böhme selbst gab an, im Januar 1980 beim Ostseepokal ein lukratives Angebot für ein Engagement beim THW Kiel bekommen zu haben, von dem er das Ministerium für Staatssicherheit der DDR nicht informiert habe; nachdem die Staatssicherheit dennoch davon erfahren hatte, wurde er besonders beobachtet und geächtet. Er wurde wegen angeblich geplanter Republikflucht und weiterer Vergehen wie Schmuggel zur „Unperson“ erklärt und durfte nicht mehr in der ersten und zweiten Handball-Liga spielen.
In einem Tagebuch führte Böhme auch Protokoll über systematisches Doping; er habe schon im Alter von 19 Jahren das Anabolikum Oral-Turinabol verabreicht bekommen.
Nach dem abrupten Ende seiner Karriere wurde er Sportlehrer an einer Betriebsschule, später Türsteher in Berlin. 1987 stellte er mit seiner dritten Ehefrau einen Ausreiseantrag aus der DDR, der im Sommer 1989 genehmigt wurde. Er arbeitete fortan als Trainer und Lehrer bei GWD Minden (im Abstiegskampf der Saison 1989/90 auch für zwei Spiele als Spielertrainer) und mehrere Regionalliga- und Oberliga-Vereine wie den HF Springe (2004). Er zog mit seiner Familie in die Schweiz und wurde Trainer am Regionalen Leistungszentrum Handball des HRV NWS sowie beim Nachwuchs des RTV 1879 Basel. Er trainierte ab der Saison 2009/10 die Mannschaft des TV Birsfelden in der 1. Liga.
Im Juni 2008 wurde Böhme von seinem ehemaligen Verein Empor Rostock rehabilitiert und zum Ehrenmitglied ernannt.
Ab der Saison 2011/12 trainierte Böhme den Schweizer Nationalligisten TV Möhlin. Dieses Traineramt gab er im September 2013 ab. Ab 2014 trainierte er den Handballverein Herzogenbuchsee. Nach einem Umzug nach Berlin im Jahr 2017 nahm er ein Traineramt beim TSV Rudow 1888 auf, das er bis 2018 innehatte.

## Privates
Böhme legte 1980 an der Deutschen Hochschule für Körperkultur eine Diplomarbeit mit dem Titel Untersuchungen zur Gestaltung des Trainings vorwiegend anhand der Umfangsbelastung in ausgewählten Perioden des Trainings- und Wettkampfjahres 1977/78 vor.
Er war mit der Rodlerin Ute Rührold verheiratet, die Ehe wurde geschieden. Er war drei Mal verheiratet.
Sein Zwillingsbruder Matthias Böhme trainiert in St. Gallen und arbeitete als Sportlehrer an der Kantonsschule am Brühl.

## Filmdokumentation
- Liebe, Handball, Kalter Krieg von Heinz Brinkmann, Erzähler:  Wolfgang Winkler, 45 Minuten, Artia-Nova 2012, Ursendung: rbb Fernsehen, Dienstag, 11. Dezember 2012, 23:30 – 00:15 Uhr
- Fallwurf Böhme – Die wundersamen Wege eines Linkshänders von Heinz Brinkmann, Erzähler: Wolfgang Winkler, 90 Minuten, Kinofassung, Artia-Nova 2012, Festivals: Schwerin, Kiel, Lübeck, Basis-Film Verleih Berlin, Kinostart: 2. Juli 2015; Ursendung, rb Fernsehen, 23. Februar 2016, 23:30 – 01:00 Uhr, unter diesem Titel auch auf DVD, Basis-Film Verleih GmbH, Berlin, Bestell-Nr. 057, Vertrieb: KNM Home Entertainment GmbH 2016, EAN: 4260051150581
- Das vergessene Finale von Karsten Klein  NDR, 2024[15]